# 杉松岗镇
杉松岗镇，是中华人民共和国吉林省通化市辉南县下辖的一个乡镇级行政单位。

## 行政区划
杉松岗镇下辖以下地区：
新民街社区、和平街社区、安山堡村、岗前村、岗后村、大桥村、保安堡村、安子河村、东安堡村、大炉村、太安堡村、石大院村和鲁家街村。